# High Expectations/Low Results
High Expectations/Low Results ― дебютный альбом канадской инди-рок-группы Faunts из Эдмонтона. Альбом был выпущен 18 октября 2005 года.

## История создания
Стивен Батке, его брат, Тим Батке и Пол Армуш переоборудовали свой офис специально для написания альбома, из-за этого на создание «High Expectations/Low Results» ушёл почти год.
Альбом был написан в 2003 году. Затем, в 2005 году он был выпущен под Нью-Йоркским лэйблом Friendly Fire Recordings.
В 2008 году вышел сборник «Faunts Remixed» с ремиксами некоторых композиций группы, в том числе и из этого альбома.

## Об альбоме
Композиции «High Expectations/Low Results» различаются как по настроению, так и по длительности, они звучат спокойно и расслабляюще и напоминают психоделичную музыку из 70-х.  В песнях используются гитары, клавишные инструменты, такие как синтезаторы, и барабаны.
В начале и конце альбома расположены две песни - «High Expectations» и «Low Results», причём их звучание почти идентично.

## Список композиций
| №                   | Название                               | Длительность |
| ------------------- | -------------------------------------- | ------------ |
| 1.                  | «High Expectations»                    | 3:55         |
| 2.                  | «Instantly Loved»                      | 5:46         |
| 3.                  | «Memories Of Places We've Never Been»  | 4:09         |
| 4.                  | «Place I've Found»                     | 5:24         |
| 5.                  | «Parlier De La Pluie Et Du Beau Temps» | 5:49         |
| 6.                  | «Will You Tell Me Then»                | 6:37         |
| 7.                  | «Twenty-Three»                         | 8:58         |
| 8.                  | «Gone With The Day»                    | 12:55        |
| 9.                  | «Low Results»                          | 4:24         |
| Общая длительность: | Общая длительность:                    | 57:57        |

## Критика
| Оценки критиков | Оценки критиков |
| Источник        | Оценка          |
| --------------- | --------------- |
| Allmusic        | [ 4 ]           |
| Tiny Mix Tapes  | [ 7 ]           |
| Popmatters      | [ 6 ]           |

По мнению Popmatters альбом довольно средний, так как структура песен очень простая, даже несмотря на интересное звучание.
Критик с Sputnicmusic отмечал сходство звучания песен в альбоме с группой Silversun Pickups.
Allmusic отмечал, что альбом может как удивить, так и успокоить, поэтому альбом должен понравиться любителям спэйс-рока. 